# Nicolas Winding Refn
Nicolas Winding Refn (sinh ngày 29 tháng 9 năm 1970) là đạo diễn điện ảnh, nhà biên kịch và nhà sản xuất phim người Đan Mạch, đã đoạt Giải cho đạo diễn xuất sắc nhất tại Liên hoan phim Cannes 2011.

## Cuộc đời và Sự nghiệp
Nicolas Winding Refn sinh tại Copenhagen, là con của cựu đạo diễn Anders Refn và Vibeke Winding. Khi lên 8 tuổi Winding Refn di chuyển sang New York, Hoa Kỳ cùng với cha mẹ. Năm 17 tuổi anh trở lại Copenhagen để học tiếp bậc trung học. Sau khi tốt nghiệp trung học, anh trở lại New York vào học trong "Học viện nghệ thuật kịch Hoa Kỳ" (American Academy of Dramatic Arts). Nhưng ít lâu sau, anh bị đuổi vì ném một bàn học vào tường lớp học. Anh trở lại Copenhagen năm 1992, xin vào học ở "Trường Điện ảnh Đan Mạch" và được thâu nhận, nhưng rồi anh tự bỏ học, và bắt đầu đạo diễn phim ngắn.
Năm 1996, phim Pusher đầu tiên của anh được chiếu ở Đan Mạch và ở nước ngoài, gặt hái được thành công về mặt tài chính. Anh tiếp tục đạo diễn phim Pusher II và Pusher III và trở nên nổi tiếng.
Phim Drive được chiếu ra mắt để tranh giải ở Liên hoan phim Cannes 2011 và đã đoạt Giải cho đạo diễn xuất sắc nhất..

## Đời tư
Mùa hè năm 1999, Nicolas gặp nữ diễn viên Liv Corfixen khi quay phim Bleeder, phim thứ nhì của mình; sau đó họ kết hôn với nhau và có một con gái. Nicolas là em cùng mẹ khác cha của ca sĩ Kasper Winding.

## Danh mục phim
| Năm  | Tên phim          | Nước sản xuất                      | Ngôn ngữ       | Ghi chú                                     |
| ---- | ----------------- | ---------------------------------- | -------------- | ------------------------------------------- |
| 1996 | Pusher            | Đan Mạch                           | tiếng Đan Mạch | cũng là tác giả kịch bản và diễn vai: Brian |
| 1999 | Bleeder           | Đan Mạch                           | tiếng Đan Mạch | cũng là tác giả kịch bản/và nhà sản xuất    |
| 2003 | Fear X            | Đan Mạch, Canada và Vương quốc Anh | tiếng Anh      | cũng là tác giả kịch bản                    |
| 2004 | Pusher II         | Đan Mạch                           | tiếng Đan Mạch | cũng là tác giả kịch bản                    |
| 2005 | Pusher 3          | Đan Mạch                           | tiếng Đan Mạch | cũng là tác giả kịch bản                    |
| 2008 | Bronson           | Vương quốc Anh                     | tiếng Anh      | cũng là tác giả kịch bản                    |
| 2009 | Valhalla Rising   | Đan Mạch, Pháp và Anh              | tiếng Anh      | cũng là tác giả kịch bản                    |
| 2011 | Drive             | Hoa Kỳ                             | tiếng Anh      |                                             |
| 2012 | Only God Forgives | Pháp và Đan Mạch                   | tiếng Anh      | cũng là tác giả kịch bản sắp sản xuất       |